# William Vance

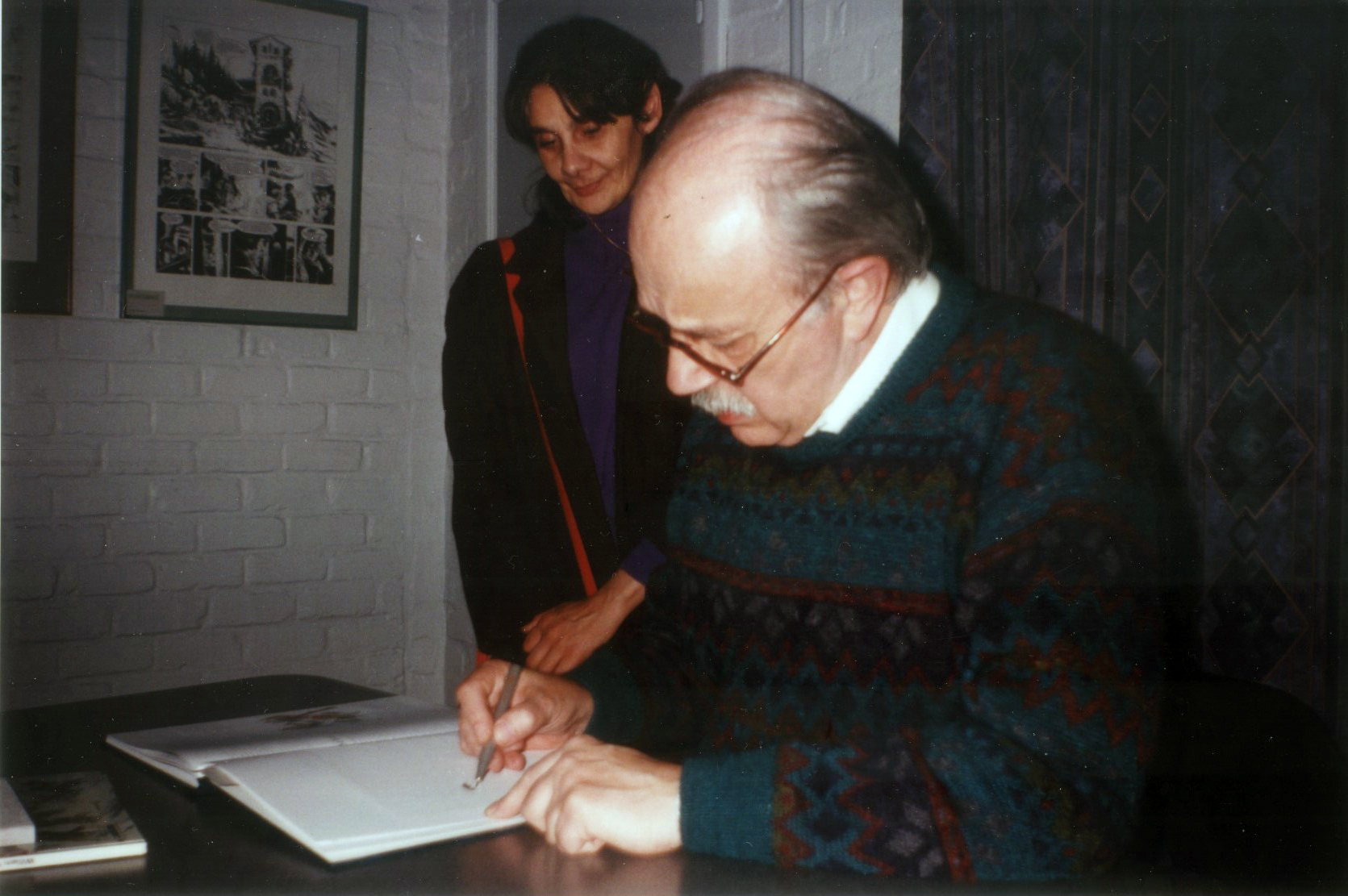
William Vance, 1994

William Vance, eigentlich William Van Cutsem, (* 8. September 1935 in Anderlecht; † 14. Mai 2018 in Santander, Spanien) war ein belgischer Comiczeichner. Seinen größten Erfolg hatte er mit der Agentenserie XIII.

## Werdegang
Nach einem Studium an der Akademie der Schönen Künste in Brüssel arbeitete er zunächst in der Werbebranche. Die ersten Schritte als Comiczeichner begann er als Assistent von Dino Attanasio. Er erhielt eine Anstellung bei Tintin, wo er als Illustrator tätig war und erste Kurzgeschichten und Serien zeichnete. Mit Greg entstand die Agentenserie Bruno Brazil.
Als 1967 die belgische Frauenzeitschrift Femme d’Aujourd’hui einen Ersatzzeichner für die gerade laufende Episode von Bob Morane benötigte, sprang er kurzfristig ein und übernahm schließlich die Abenteuerserie. Die Zusammenarbeit mit Femme d’Aujourd’hui dauerte bis 1983 und brachte neben den Einzelwerken S.O.S nature und Mongwy weitere Serien wie das Seefahrerabenteuer Bruce J. Hawker hervor.
Seinen größten Erfolg feierte er mit der Agentenserie XIII, die er zusammen mit Jean Van Hamme realisierte. Zu seinen wichtigsten Mitarbeitern zählten seine Frau Petra als Koloristin, sein Schwager Felicísimo Coria und René Follet. Er lebte in Spanien und ging 2010 in den Ruhestand, als sich erste Anzeichen der Parkinson-Krankheit bemerkbar machten. Er starb im Mai 2018 in Santander.

## Werke (Auswahl)
- Howard Flynn (1964–1969)
- Ringo (1965–1978)
- Bob Morane (1967–1979)
- Bruno Brazil (1967–1983)
- Roderic (1973)
- Ramiro (1974–1983)
- Bruce J. Hawker (1976–1996)
- XHG-C3 (1983)
- XIII (1984–2007)
- Marshal Blueberry (1991–1993)